# Jestem (album Seweryna Krajewskiego)
"Jestem" – album Seweryna Krajewskiego wydany przez Sony Music Entertainment Poland w 2003 roku.
Płyta zawiera 13 piosenek skomponowanych w całości przez tego kompozytora. Promował ją singel "Miętowe pocałunki", do którego powstał teledysk. Znajduje się na niej również nowa wersja piosenki "Tkanina", która wcześniej była znana z czołówki serialu Rodzina zastępcza.

## Lista utworów
1. "Obudź serce" (sł. Jadwiga Has) - 3.41
2. "Złota Jabłoń" (sł. Andrzej Poniedzielski) - 3.14
3. "Co to jest czułość" (sł. Magda Czapińska) - 3.14
4. "Pokochaj ten wiek" (sł. Daniel Wyszogrodzki) - 3.25
5. "Miętowe pocałunki" (sł. Jacek Cygan) - 3.39
6. "Nic to" (sł. Marek Biszczanik) - 4.33
7. "Tkanina" (sł. Jacek Cygan) - 3.22
8. "Nagroda za odwagę" (sł. Daniel Wyszogrodzki) - 5.18
9. "Zaśnij duszko" (sł. Marek Biszczanik) - 3.58
10. "Kto kochał raz" (sł. Daniel Wyszogrodzki) - 4.25
11. "Tak malutko" (sł. Marek Biszczanik) - 3.37
12. "Więcej wiary" (sł. Daniel Wyszogrodzki) - 3.25
13. "Jak z Dylana" (sł. Jacek Bukowski) - 3.39